# Nick Boraine
Nick Boraine (Sudafrica, 14 novembre 1971) è un attore sudafricano.

## Biografia
Figlio di Alex Boraine, medico membro della Commissione per la verità e la riconciliazione ed ex-politico, si laurea nel 1994 in arti drammatiche alla University of Witwatersrand. Dal 2011 è anche direttore artistico della Global Arts Corps.

## Filmografia parziale

### Attrice

#### Cinema
- Giorni di fuoco (Sweepers), regia di Keoni Waxman (1998)
- Sognando l'Africa (I Dreamed of Africa), regia di Hugh Hudson (2000)
- Operazione Delta Force 5 (Operation Delta Force V: Random fire), regia di Yossi Wein (2000)
- Witness to a Kill, regia di Darrell Roodt (2001)

- In My Country, regia di John Boorman (2004)
- The Breed - La razza del male, regia di Nicholas Mastandea (2006)
- District 9, regia di Neill Blomkamp (2009)
- Grimsby - Attenti a quell'altro (The Brothers Grimsby), regia di Louis Leterrier (2016)
- Detour - Fuori controllo (Detour), regia di Christopher Smith (2016)

#### Televisione
- Sinbad – serie TV, episodio 2x08 (1997)
- Scout's Safari – serie TV, 2 episodi (2002-2003)
- Le miniere di re Salomone (King Solomon's Mines) – miniserie TV, 2 episodi (2004)
- Il triangolo delle Bermude (The Triangle) – serie TV, 2 episodi (2005)
- Cuore d'Africa (Wild at Heart) – serie TV, 2 episodi (2007-2012)
- The Devil's Whore – serie TV, episodio 1x04 (2008)
- The Philanthropist – serie TV, episodio 1x08 (2009)
- The Mating Game – serie TV, 7 episodi (2010)
- Binnelanders – serie TV, 17 episodi (2010)
- Strike Back – serie TV, 2 episodi (2010)
- Homeland - Caccia alla spia (Homeland) – serie TV, 4 episodi (2014)
- Black Sails – serie TV, 5 episodi (2015)
- Chicago Fire – serie TV, 3 episodi (2017)
- Designated Survivor – serie TV, 2 episodi (2019)
- NCIS - Unità anticrimine (NCIS) - serie TV, episodi 18x03-18x05 (2020-2021)
- 1923 – serie TV, episodi 1x01-1x02 (2022)
- Percy Jackson e gli dei dell'Olimpo - serie TV (2023-in corso)

### Doppiatore
- Call of Duty: Black Ops 4 – videogioco (2018)
- Call of Duty: Modern Warfare – videogioco (2019)
- Immortals of Aveum – videogioco (2023)
- Dragon Age: The Veilguard – videogioco (2024)

## Doppiatori italiani
Nelle versioni in italiano delle opere in cui ha recitato, Nick Boraine è stato doppiato da:
- Sergio Lucchetti in Chicago Fire, 1923
- Carlo Scipioni in The Breed - La razza del male
- Angelo Sorino in Detour - Fuori controllo
- Luca Biagini in Designated Survivor
- Guido Di Naccio in NCIS - Unità anticrimine
- Ambrogio Colombo in FBI: International
- Leslie La Penna in Percy Jackson e gli dei dell'Olimpo
- Raffaele Palmieri in The Old Man

Da doppiatore è stato sostituito da:
- Giorgio Bonino in Call of Duty: Modern Warfare
- Alessandro Conte in Immortals of Aveum